# Brigades Abú Alí Mustafà
Les Brigades d'Abú Alí Mustafà (àrab: كتائب ابو علي مصطفى, Katāʾib Abū ʿAlī Muṣṭafà) són el braç armat del Front Popular per a l'Alliberament de Palestina (FPLP), un partit polític nacionalista i marxista-leninista de Palestina fundat en 1967 per George Habash. El seu nom original era Brigades Àliga Roja (àrab: كتائب النسر الأحمر, Katāʾib an-Nasr al-Aḥmar), però va canviar de nom en 2001 després que el líder del FPLP Abu Ali Mustafa fos assassinat per Israel l'agost d'aquell any. Van participar en la segona intifada amb atacs contra objectius israelians, tant militars com civils.

## Història
El 17 d'octubre de 2001, en el context de la segona Intifada, les brigades van assassinar el polític israelià d'extrema dreta i en aquell moment ministre de turisme, Rehavam Ze'evi.
El 16 de juliol de 2007, el president palestí Mahmoud Abbas va demanar a tots els grups de la resistència palestina renunciar a la lluita armada i lliurar les seves armes a l'Autoritat Nacional Palestina. Malgrat que els membres de les Brigades dels Màrtirs d'Al-Aqsa, el braç armat de Fatah, van acatar la petició presidencial, les Brigades d'Abú Alí Mustafà van rebutjar els termes de la mateixa, declarant que no volien aturar la seva resistència fins que els israelians retirin les seves forces dels territoris ocupats de Cisjordània i la Franja de Gaza.
Les brigades van participar activament en la Guerra entre Israel i Gaza de 2023 en coordinació amb altres grups armats palestins sota el comandament de la Sala d'operacions conjuntes palestines.